# Edith Windsor
Edith "Edie" Windsor (született Schneider) (Philadelphia, 1929. június 20. – New York, Manhattan, 2017. szeptember 12.) amerikai LMBT-aktivista, informatikus-matematikus, a számítógép-programozás egyik úttörője.
1956-tól az NYU kutató asszisztense, majd 1958-tól évtizedekig az IBM munkatársa, mint technológiai menedzser és vezető programozó.
Alapítója és tulajdonosa az 1985-ben induló PC Classics nagyvállalatnak.
Az Egyesült Államokkal folytatott sikeres pereskedése miatt (United States v. Windsor) fontos szereplője az azonos neműek házasságáért folytatott küzdelemnek.

## Korai évek
Philadelphiában született, orosz zsidó bevándorló család harmadik gyerekeként. Családjának édesség és jégkrém üzlete volt, amit a gazdasági világválság idején elvesztettek.
A philadelphiai Temple Universityn szerzett alapszakos diplomát, majd hozzáment testvére legjobb barátjához, Saul Windsorhoz, azonban egy év házasság után férje elvált tőle, miután bevallotta neki, hogy a nőkhöz vonzódik.
Greenwich Village-be költözött és a New York Egyetemen szerzett alkalmazott matematikus mesterdiplomát. Ezt követően az IBM-nél kezdett dolgozni, az első nők közé tartozott, akik számítógépes programozással foglalkoztak az 1950-es években.

## Magánélete
1965-ben ismerkedett meg Thea Spyerrel, szenvedélyes kapcsolatuk egészen 2009-ig, barátnője haláláig tartott.
Spyer jómódú, holland zsidó bevándorló család leszármazottja volt. Klinikai pszichológusként dolgozott, majd később egy amerikai mozgássérültekkel foglalkozó központ pszichiátriai klinikájának igazgatója lett.
Két évvel megismerkedésük után Spyer megkérte Windsor kezét, gyűrű helyett egy gyémántokkal kirakott kör alakú kitűzővel.
1993-ban az elsők között voltak, akik bejegyzett élettársi kapcsolatot kötöttek New Yorkban.
Sypernél 1977-ben scerosis multiplexet diagnosztikáltak, állapota lassan, de folyamatosan romlott. A végtagbénulással járó betegség miatt kerekesszékbe került, ekkor korai nyugdíjazásával Windsor ápolója is lett partnerének. Bár az Egyesült Államokban sosem köthettek házasságot, Spyer egyre romló egészségi állapota miatt 2007-ben Kanadába, Torontóba repültek, és ott hivatalosan is összeházasodtak.
A két nő 42 éven át tartó szerelméről, és a kapcsolat elismertetéséért folyó harcukról 2009-ben dokumentumfilm készült, Edie & Thea A Very Long Engagement címmel.